# Dušan Galis
Dušan Galis (Rózsahegy, 1949. november 24. –) Európa-bajnok csehszlovák válogatott szlovák labdarúgó, edző.

## Pályafutása

### A válogatottban
1975 és 1977 között 8 alkalommal szerepelt a csehszlovák válogatottban és 1 gólt szerzett. Tagja volt az 1976-ban Európa-bajnokságot nyerő válogatott keretének.

## Sikerei, díjai

### Játékosként
TJ VSS Košice
- Szlovák kupa (1): 1972–73

Egyéni
- A csehszlovák bajnokság gólkirálya (1): 1975–76 (21 gól)

Csehszlovákia
- Európa-bajnok (1): 1976

### Edzőként
Slovan Bratislava
- Csehszlovák bajnok (1): 1991–92
- Szlovák bajnok (1): 1993–94, 1994–95, 1995–96
- Szlovák kupa (1): 1993–94
- Szlovák szuperkupa (1): 1994

Spartak Trnava
- Szlovák kupa (1): 1997–98
- Szlovák szuperkupa (1): 1998